# Kai Steffen (Ingenieur)

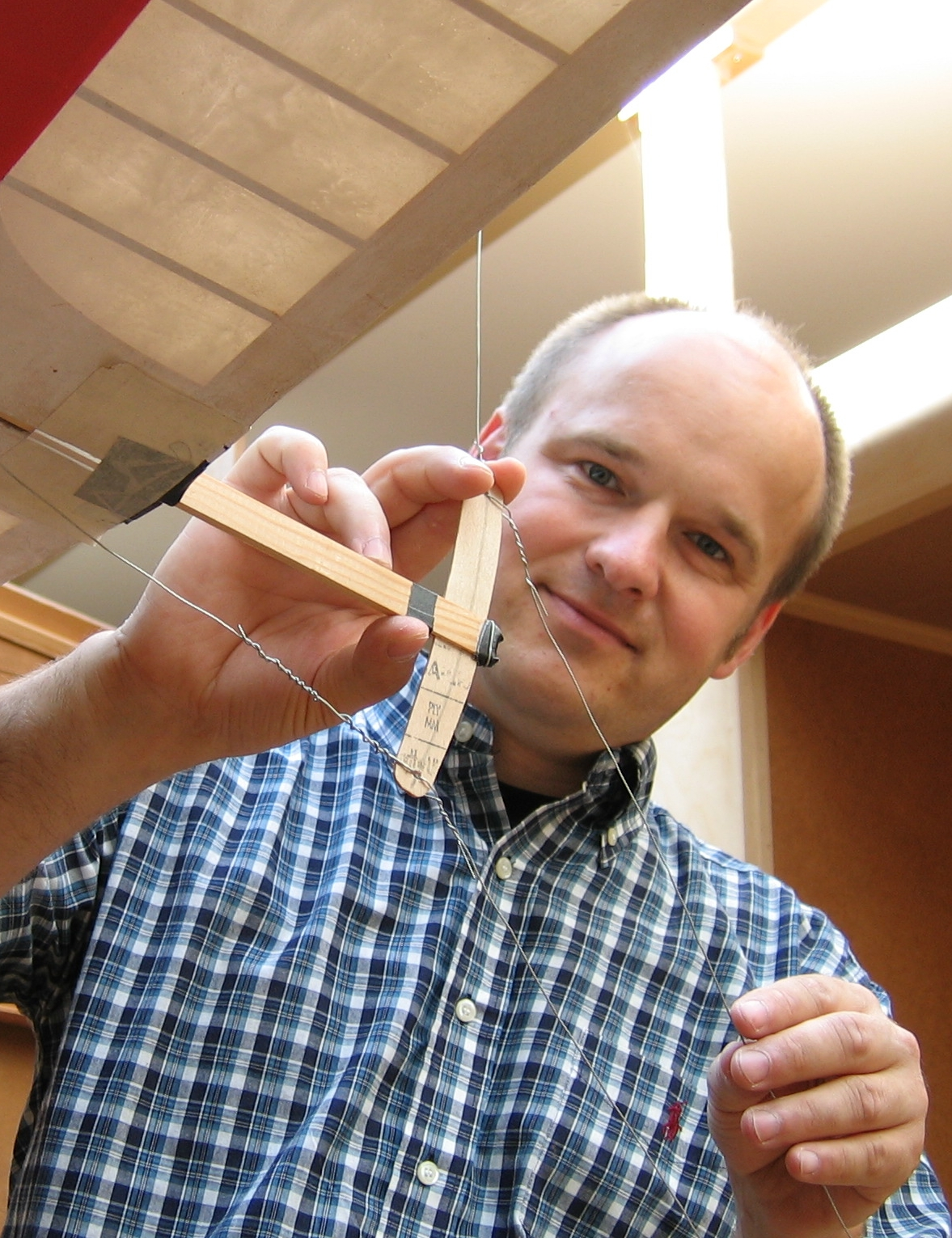
Kai Steffen im Focke-Windkanal 2006

Kai Steffen (* 1968 in Bremen) ist ein deutscher Ingenieur und Denkmalschützer.

## Leben
Steffen wuchs in Bremen auf und studierte an der Universität Bremen Produktionstechnik. Dort promovierte er im Fachbereich Elektro- und Informationstechnik. Danach war er vor allem als Bewahrer technischer Bremensien und als Denkmalschützer tätig. Er rettete den Focke-Windkanal vor der endgültigen Zerstörung und warb um die Erschaffung eines technischen Hauses der Museen in der Hansestadt. Ferner startete er eine Initiative zur Rettung des ersten Seenotrettungskreuzers der in Bremen ansässigen Deutschen Gesellschaft zu Rettung Schiffbrüchiger, des Versuchskreuzers Bremen.
Seit 2014 ist Steffen Mitglied des Beirates des Bremer Kulturforums Speicher XI, welches unter anderem das dortige Hafenmuseum betreibt.

## Projekte

### Focke-Windkanal
Kurz nach seinem Diplom erfuhr Steffen von der Existenz des Fluglabors des Bremer Luftfahrtpioniers Henrich Focke. Es gelang ihm, die zur Sanierung der Labors erforderlichen Finanzmittel zu beschaffen und das Labor von 2003 bis 2005 zu sanieren.
Seitdem wurde der Windkanal unter seiner Leitung zu einem Museum ausgebaut, in dem zusätzlich Forschung von Hochschulen und Windkraftfirmen betrieben wird.
Unter anderem gingen die Feierlichkeiten zum 70-jährigen Jubiläum des ersten gesteuerten Hubschrauberfluges am Bremer Flughafen auf eine Initiative des Focke-Windkanal e. V. zurück.
Über den Focke-Windkanal erschienen weltweit über 200 Veröffentlichungen in allen Medien.
2018 findet eine Untersuchung der ICOMOS statt, den Focke-Windkanal in das Weltkulturerbe aufzunehmen.

### Haus der Museen
Aufgrund der anhaltenden Diskussionen über die Rettung typischer Objekte der Bremer Industriegeschichte im Focke-Windkanal initiierte Steffen zusammen mit einigen Freunden die Idee, in dem leerstehenden Postamt 5 ein zentrales Haus der Museen zu errichten, in dem die bislang über die Stadt verteilten Objekte der Bremer Industriegeschichte unter einem Dach gezeigt werden sollten; beispielsweise Flugzeuge von Focke-Wulf, Raumfahrzeuge der ERNO Raumfahrttechnik, Autos von Borgward, aber auch Produktionsanlagen zur Herstellung traditionell in Bremen gefertigter Produkte wie Kaffee, Bier und Schokolade.

### VersuchskreuzerBremen

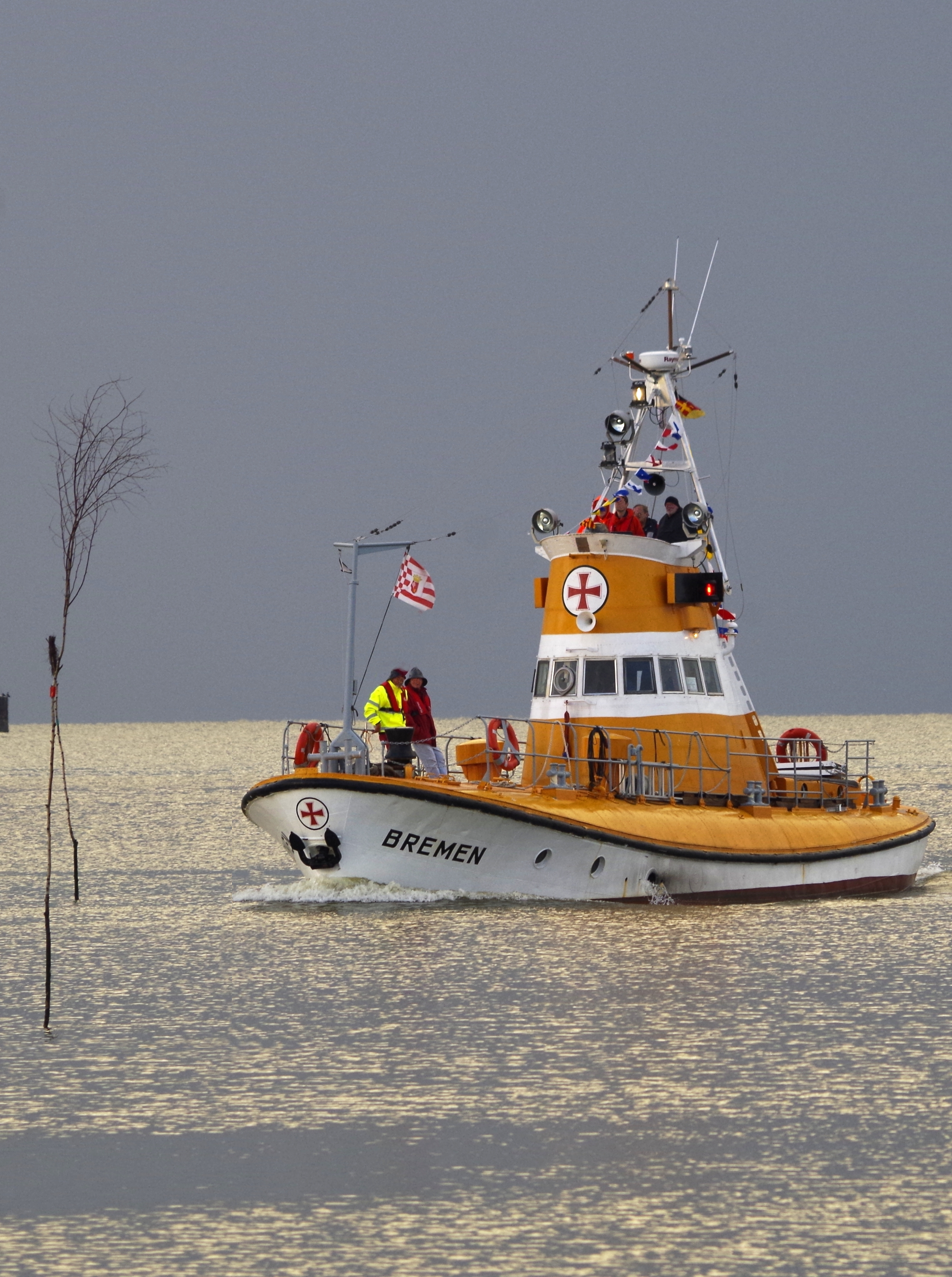
Der ehemalige DGzRS Versuchskreuzer BREMEN 2016 in der Hafeneinfahrt von Horumersiel

Im Rahmen der Arbeiten zum Haus der Museen erhielt Steffen den Hinweis auf den noch immer existierenden Versuchskreuzer Bremen. Als wichtiges Glied in der Entwicklung der Seenotrettungskreuzer der Deutschen Gesellschaft zu Rettung Schiffbrüchiger wurde das Schiff 2013 von Klaus Hübotters Kulturforum Speicher XI angekauft und in den Vegesacker Museumshafen überführt. Das Schiff ist inzwischen zum großen Teil in den Zustand seiner aktiven Zeit zurückgesetzt worden und weiterhin in Fahrt.

### Zukunft Erde
Im Haus der Wissenschaften stellte Steffen das von ihm entwickelte Konzept der „Volkswirtschaftlichen Rationalisierung“ vor. Es beschreibt, wie der europäische Lebensstandard trotz knapper werdender Ressourcen gehalten werden kann, ohne Umwelt und Klima weiter zu schädigen. Er kommt zu dem Schluss, dass eine zukunftsfähige Lebensweise zwar ohne weiteres möglich wäre, doch politisch nicht gewollt ist.

## Auszeichnungen
- Deutscher Preis für Denkmalschutz 2005, als Vorsitzender des Focke-Windkanal e. V.[7]
- Anerkennungsurkunden der Europa Nostra (Preis der Europäischen Union für das Kulturerbe 2006) für besondere Leistungen um den Erhalt des europäischen Kulturerbes sowohl als Privatperson als auch für das Denkmal Focke-Windkanal.
- 2. Platz bei der unter Bremer Bürgern durchgeführten Umfrage der SWB, wer „Gut für Bremen“ ist (2008).

## Werke
- Über den Einsatz einer Laser-Entfernungsbildkamera an autonomen Fahrzeugen; Dissertation. Universität Bremen, Bremen 2002.
- Innovationen aus Bremen. In: Jahrbuch 2006/2007 der Wittheit zu Bremen, Kapitel Bremen, Stadt der Luftfahrt, zusammen mit Klaus Tietgens und Ute Kehse.